# Eurypsyche microsticta
Eurypsyche microsticta är en fjärilsart som beskrevs av Turner 1909. Eurypsyche microsticta ingår i släktet Eurypsyche och familjen nattflyn. Inga underarter finns listade i Catalogue of Life.